# Pan de sal
Se llama pan de sal al menos dos tipos de pan.

## Variantes

### Filipinas

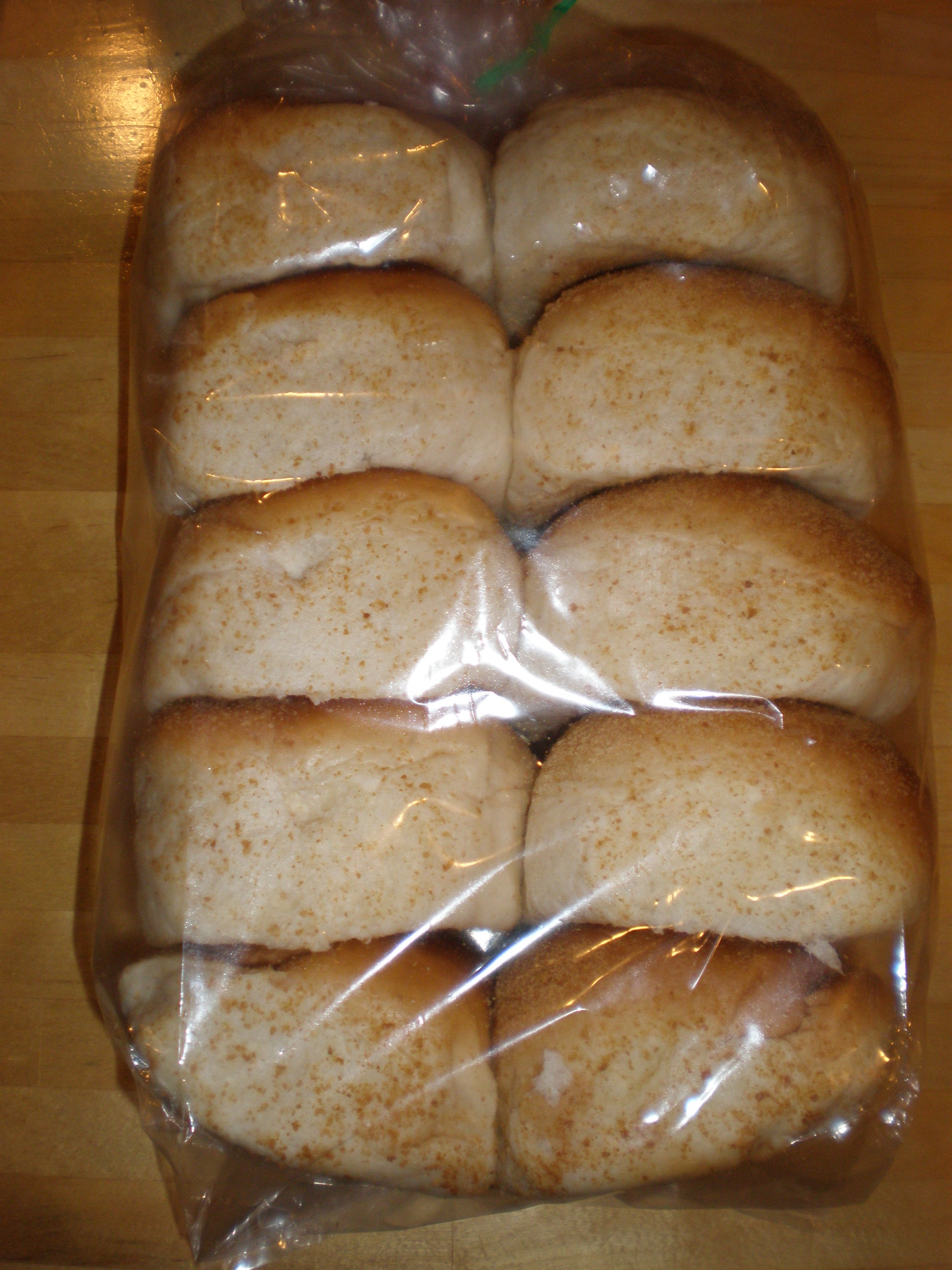
Un saco de pan de sal filipino

En Filipinas, el pan de sal es un pan redondo comido principalmente para el almuerzo. Está hecho de harina, huevos, lardo, levadura, azúcar y sal. Tiene una textura blanda y polvorienta y se come de varias maneras con diferentes rellenos. También se come con café o chocolate caliente. A pesar de su nombre, tiene un sabor un poco dulce. El pan de sal es el pan más popular en Filipinas.

### México
En México, el pan de sal es un pan cuya masa no contiene azúcar, en oposición a un pan de dulce. Algunos panes de sal mexicanos son el bolillo, la telera, el pan bazo, el birote, la micha o la cemita. Entre las muchas variantes las más habituales son las de harina entera y con ajonjolí.